# Takuya Terada
Takuya Terada (寺田 拓哉 Terada Takuya?,  Moriya, Prefectura de Ibaraki, 18 de marzo de 1992) es un actor, cantante y modelo japonés, afiliado a Different Company. Es principalmente conocido por haber sido miembro del grupo surcoreano Cross Gene entre 2012 y 2018.

## Biografía
Terada nació el 18 de marzo de 1992 en la ciudad de Moriya, prefectura de Ibaraki. Tiene dos hermanas menores, Momoka y Nana. En 2008, participó en el Junon Superboy Contest de la revista Junon y, aunque no ganó, recibió el premio especial del jurado. En 2009 se unió a la agencia Amuse, debutando como actor al año siguiente actuando en la obra teatral Kimi no Seki wa, Boku no Seki, la cual fue producida por Amuse. Ese mismo año, Terada fue transferido a la filial surcoreana de la agencia, Amuse Korea. En 2011, debutó como actor de televisión en la serie dramática Sign. En 2012, Terada se convirtió en uno de los seis miembros del grupo surcoreano Cross Gene, desempeñándose como líder y vocalista. El grupo originalmente estaba compuesto de tres miembros surcoreanos y dos chinos, siendo Terada el único japonés. Más tarde ese mismo año, apareció en las películas Ai Ore! y Run60: Game Over.
Cross Gene debutó en Japón el 13 de marzo de 2013, con el lanzamiento de su primer sencillo en japonés, Shooting Star. Durante un concierto del grupo en Japón, Terada informó que había renunciado al puesto de líder y que en su lugar este le fue dado a su compañero Shin Won-ho. En 2014, actuó en la película Zedd junto a los demás miembros de Cross Gene. El filme tiene lugar en un mundo apocalíptico invadido por zombis en donde seis convictos falsamente acusados tratan de sobrevivir y demostrar que la música puede curar el virus. 
En 2015, Terada debutó como actor en Corea del Sur con un papel secundario en la serie de televisión The Lover. En 2017, Terada fue seleccionado como el relevo de la antorcha de los Juegos Olímpicos de Pieonchang 2018 y el 14 de noviembre corrió en el distrito de Masan, Changwon, como el 57° portador de la antorcha. El 10 de diciembre de 2018, Terada anunció su salida de Cross Gene.

## Filmografía

### Televisión
| Año  | Título    | Papel        | Notas      |
| ---- | --------- | ------------ | ---------- |
| 2011 | Sign      | Tobi Ibaraki | Principal  |
| 2012 | Run60     | Takao Kusuno | Principal  |
| 2015 | The Lover | Takuya       | Secundario |
| 2018 | By Chance | Takeshi Aida | Principal  |

### Películas
| Año  | Título                           | Papel        | Notas     |
| ---- | -------------------------------- | ------------ | --------- |
| 2012 | Ai Ore!                          | Rui Kiryuuin | Principal |
| 2012 | Run60: Game Over                 | Takao Kusuno | Principal |
| 2014 | Zedd                             | Xi           | Principal |
| 2016 | Zen'in Kataomoi: Kataomoi Spiral | Hajime       | Principal |

### Teatro
| Año  | Título                                                     | Papel       | Notas     |
| ---- | ---------------------------------------------------------- | ----------- | --------- |
| 2010 | Kimi no Seki wa, Boku no Seki                              | Hideki Gōda | Rol debut |
| 2010 | Black & White                                              | Angel       |           |
| 2016 | Kuroshitsuji 4: Noah's Ark Circus                          | Agni        |           |
| 2017 | Altar Boyz                                                 | Abraham     |           |
| 2018 | Watashi no Host-chan Reborn: Sorcery! Osaka Minami Edition | Ayaka       |           |
| 2018 | Altar Boyz                                                 | Abraham     |           |